# 세리토스 대학
세리토스 대학은 미국 캘리포니아주 노워크에 있는 대학이다.